# Kaliumsparend diureticum
Een kaliumsparend diureticum is een type diureticum (plaspil) dat - zoals duidelijk uit zijn naam blijkt - de bijzondere eigenschap heeft dat het tot minder kaliumverlies leidt via de urine dan de meeste andere diuretica. In de praktijk is het meestal niet nodig om deze bijzondere groep diuretica te gebruiken. Dit gebeurt wel in het geval dat een lagere kaliumspiegel in het bloed sneller tot problemen kan leiden. Dit is onder meer het geval bij gebruik van het geneesmiddel digoxine, soms bij oedeem en bij sommige hartritmestoornissen.
Er zijn relatief weinig kaliumsparende diuretica op de markt: triamtereen, amiloride, spironolacton en eplerenon. De eerste 2 van deze middelen werken direct in op de nier. Dit doen ze ter hoogte van de epitheliale Natriumkanalen. Het molecule zal binden aan de ingang van de porie van het kanaal en zorgt dat deze geblokkeerd is. De laatst genoemde 2 middelen werken door remming van het effect van het hormoon aldosteron. Aldosteron is een mineralo-corticoid en heeft een effect op de natrium- en kaliumhuishouding.